# Ottelia exserta
Ottelia exserta là một loài thực vật có hoa trong họ Hydrocharitaceae. Loài này được (Ridl.) Dandy mô tả khoa học đầu tiên năm 1934.